# Bundestagswahlkreis Lippstadt – Brilon
Der Bundestagswahlkreis Lippstadt – Brilon war von 1949 bis 1980 ein Wahlkreis in Nordrhein-Westfalen. Er umfasste die ehemaligen Kreise Lippstadt und Brilon. Das Gebiet des Wahlkreises wurde 1980 zum größten Teil auf die neuen Wahlkreise Hochsauerlandkreis und Soest aufgeteilt. Der Wahlkreis Lippstadt – Brilon wurde stets von Kandidaten der CDU gewonnen, zuletzt von Hermann Kroll-Schlüter. 

## Wahlkreissieger
| Wahl | Name                   | Partei | Erststimmen |
| ---- | ---------------------- | ------ | ----------- |
| 1976 | Hermann Kroll-Schlüter | CDU    | 54,9 %      |
| 1972 | Hermann Kroll-Schlüter | CDU    | 55,8 %      |
| 1969 | Bernhard Balkenhol     | CDU    | 57,9 %      |
| 1965 | Bernhard Balkenhol     | CDU    | 60,5 %      |
| 1961 | Bernhard Balkenhol     | CDU    | 61,9 %      |
| 1957 | Bernhard Balkenhol     | CDU    | 65,5 %      |
| 1953 | Aloys Feldmann         | CDU    | 66,5 %      |
| 1949 | Aloys Feldmann         | CDU    | 48,7 %      |

## Wahlkreisgeschichte
| Wahl      | Wahlkreisname          | Gebiet                        |
| --------- | ---------------------- | ----------------------------- |
| 1949      | 64 Lippstadt – Brilon  | Kreis Lippstadt, Kreis Brilon |
| 1953–1961 | 123 Lippstadt – Brilon | Kreis Lippstadt, Kreis Brilon |
| 1965–1976 | 120 Lippstadt – Brilon | Kreis Lippstadt, Kreis Brilon |